# Ворождень
Ворождень — український психоделік колектив початково заснований як сторонній проект Володимира Кучинського та Віктора Магомета з «Dead Faith».

## Історія
Вперше «Ворождень» виступили 11.11.1998 на концерті пам'яті О. Авагяна у київському будинку актора, що і прийнято вважати днем народження гурту. У 1999 до складу «Ворождня» поступово долучилися усі тогочасні учасники «Dead Faith» — Людмила Мініна (скрипка), Олексій Андрєєв (клавішні) та Олександр Науменко (гітара). В такому складі гурт виступив на фестивалях «Червона рута’99» та «Рок-акустика’2000». А також брали участь у заснуванні «Київського Рок Клубу» на базі бібліотеки мистецтв «Молода гвардія».
Навесні 2000 року гурт дещо змінює склад — Л. Мініна та О. Андрєєв залишили «Ворождень» і на їх місце прийшла Тетяна Фруктова (бек-вокал, перкусія). В новому складі гурт виступив на львівському фестивалі «Срібна підкова’2000» та луцькому «Обереги’2000». У цьому ж складі, що на довго стане основним, записує свою дебютну платівку «Ворождень» (Moon Records c.2001). З цього моменту гурт починає активно концертувати містами України та записувати нові альбоми. Наприкінці 2002 у гурт прийшов один з відомих українських музикантів — Григорій Лук'яненко (гітара, бас), колишній учасник таких гуртів, як «Рутенія» та «Вій». У 2003 «Ворождень» бере активну участь у мистецькій акції «Тулумбас» та відвідує фестиваль «Тарас Бульба» в Дубно. В листопаді цього ж року дає концерт до свого п'ятиріччя та, не витримавши розбіжностей всередині колективу, розпадається. Але зимою 2004 гурт було відновлено в новому складі: Володимир Кучинський (гітара, вокал, клавішні, саунд-продюсинг), Олександр Науменко (гітара, бек-вокал), Євгенія Дзюбенко (бас, вокал) та Максим Солтис (клавішні, перкусія). До того ж "Ворождень" кардинально змінив стилістику і звук.
Також з 2004 року гурт заснував власну студію звукозапису "Vorozhbyt Recording Group", і відтоді більше часу та уваги приділяє студійній роботі, рідко концертуючи. Ворождень працює у жанрі похмурої романтики з елементами психоделічного року.
Альбом "Психо" 2009-го року вийшов під гаслом "Захистимо психічно хворих людей!"
Також восени 2004 року було засновано сайд-проект лідера гурту Володимира Кучинського, сучасний склад якого: Володимир Кучинський, Леся Рой та Максим Солтис.

## Дискографія

### Студійні альбоми
- Ворождень (2000)
- Квітень (2002)
- Пір'я (2003)
- Любов (2004)
- Погана кров (2005)
- Містика (2005)
- The fairytales of the edgelands (2006)
- Погань (2006)
- Чорні крила (2007)
- Paranormal (2007)
- Рахманський великдень (2008)
- Добрі наміри (2008)
- Сни (2008)
- Лютий (2009)
- Психо (2009)
- Дідизна (2011)
- Neue Ordnung (2011)
- Агні (2015)
- Чорноцвіт (2023)

### Міні-альбоми
- Дім зі скла (2006)
- Пороблено в Україні (2007)
- Movement in a fading lights (2008)
- Любов 2 (2010)
- Singles (2011)
- Горизонт подій (2012)
- По живому (2017)
- Чорноцвіт EP (2019-2020)

### Сингли
- Привіт (1999)
- Алабама (2005)
- Вертали додому (maxi-single) (2006)
- Зірка (maxi-single) (2007)
- Віддай мені все (maxi-single) (2007)
- Кімната (2014)
- Education (Скрябін (гурт) cover) (2015)
- Горизонт подій 2 (2018)
- Гриби (maxi-single) (2018)
- Шлях до небесної України (Пропала грамота (гурт) cover) (2010)

### Компіляції
- Раритети (2006)
- Mixed up (2008)
- Remixed (2009)
- Нереліз (студійні маргіналії) (2009)